# Герман, Иван Филиппович
Ива́н Фили́ппович Ге́рман (при рождении Бенедикт Иоганн Франц фон Герман, нем. Benedict Franz Johann von Herrmann; 14 марта 1755, Мариахоф — 31 января (11 февраля) 1815, Санкт-Петербург) — горный инженер, профессор технологии Венского университета.

## Биография
Был приглашён в Россию в 1782 году, где был назначен обер-берг-гауптманом и избран в члены-корреспонденты Академии наук. В 1790 году назначен ординарным академиком по кафедре минералогии.
И. Ф. Герман известен как начальник екатеринбургских железных заводов, которые частью усовершенствовал и расширил.
В 1800-х годах занимался изучением и описанием Олонецких горных заводов. Герман помещал статьи в «Nova Acta» Акад., т. VI—XIV, в «Chemische Annalen» Креля и других журналах.
Иван Филиппович Герман был членом Венского и Петербургского экономических, Иенского минералогического учёных обществ, а также Геттингенского, Пражского и Берлинского обществ естествоиспытателей.
С 1787 года был женат на Елизавете Гавриловне Качка, дочери тайного советника Г. С. Качка. По словам Вигеля, она была «дама рыжеволосая и рябины на лице её спорили за место с веснушками; будучи очень тучной, она обладала великой телесной силой, ибо носила свою толщину с необычайной живостью и ловкостью». В браке имели 7 детей, из которых отца пережили сыновья Фридрих (Фёдор), Франц и Бернгард и дочь Мария Шарлотта.

## Научные труды
- «Reisen durch Oesterreich, Steyermark, Kärnten, Krain,Italien, Tyrol, Salzburg, und Baiern» (1781);
- «Abriss der physikalischen Beschaffenheit der Oesterreichischen Staaten» (1782);
- «Ueber die beste Methode Eisen zu schmelzen» (СПб., 1784);
- «Beiträge zur Physik, Oeconomie, Mineralogie etc.» (Б., 1786—88);
- «Versuch einer mineralogischen Beschreibung d. Uralischen Erzgebirges» (Б., 1789);
- «Statistische Schilderung des Russlands» (СПб., 1790),
- «Naturgeschichte des Kupfers»,
- «Mineralogische Reisen in Sibirien von 1783—96» (В., 1797—1801);
- «Сочинения о сибирских рудниках и заводах» (СПб., 1797—98);
- «Описание Кончезерского и Петрозаводского заводов и производимого при оных литья пушек и снарядов» (СПб., 1803);
- Герман И. Ф. Описание заводов, под ведомством Екатеринбургского горного начальства состоявших — Типография Екатеринбургских горных заводов, 1809. — 388 с.
- «Die Wichtigkeit des russ. Bergbaues» (СПб., 1810);
- «Историч. начертание горного производства в Российской империи» (Екатеринбург, 1810);
- «Ueber Russlads Bevölkerung» (В., 1811).